# Новиков, Тимофей Яковлевич
Тимофе́й Я́ковлевич Но́виков (7 сентября 1900, Тверская губерния — декабрь 1944, Флоссенбюрг, Бавария) — советский военачальник, генерал-майор (10.01.1942), участник Гражданской и Великой Отечественной войн. Попал в немецкий плен, умер в концлагере.

## Биография
Тимофей Новиков родился 7 сентября 1900 года в деревне Загорье Тверской губернии в крестьянской семье. После окончания сельской школы и четырёхклассной учительской семинарии, в 1917 году был призван на службу в Русскую императорскую армию. В июле 1918 года Новиков добровольно пошёл в Рабоче-Крестьянскую Красную Армию. Участвовал в Гражданской войне. В 1919—1920 годах командовал отрядом красноармейцев в боях с Добровольческой армией генерала Деникина и польских войск. В 1921 году поступил в пехотную школу в Петрограде. В марте 1921 года, будучи курсантом, принимал участие в подавлении Кронштадтского восстания.
После окончания пехотной школы до 1932 года Новиков командовал различными стрелковыми подразделениями. В 1926 году окончил повторные курсы комначсостава при Интернациональной военной школе. В 1931 году вступил в ВКП(б). В 1932—1937 годах он занимал должности помощника начальника и начальника оперативного отдела штаба дивизии. В 1937—1938 годах Новиков служил начальником разведотдела штаба корпуса. В 1938—1941 годах он командовал 406-м стрелковым полком 124-й стрелковой дивизии. 28 ноября 1940 года ему было присвоено звание полковника.
С первых дней Великой Отечественной войны Новиков принимал участие в активных боевых действиях на государственной границе СССР. Четверо суток части дивизии обороняли занимаемые рубежи, а затем оказались в окружении. Командир дивизии генерал-майор Ф. Г. Сущий и командир полка Т. Я. Новиков сохранили твёрдое управление своими частями и начали рейд по немецким тылам с целью выхода к своим войскам. 5 июля 1941 года он получил ранение в ногу. 25 июля 1941 года частям дивизии, включая полк Новикова, обходным манёвром удалось выйти из окружения после 32 дней боёв в немецком тылу. Об этом опыте он написал статью для «Красной звезды». В октябре 1941 года он был назначен командиром 1-й гвардейской мотострелковой дивизии, сражавшейся на Западном фронте. 10 января 1942 года ему было присвоено звание генерал-майора. В январе 1942 года Новиков был назначен командиром 181-й стрелковой дивизии. В боях под Сталинградом дивизия Новикова попала в окружение. Генерал организовал прорыв, но сам попал в плен 15 августа 1942 года. Первоначально содержался в Нюрнбергской тюрьме, затем был переведён в концентрационный лагерь Флоссенбюрг, где в декабре 1944 года скончался от истощения или был замучен.
Награждён орденом Ленина (02.01.1942), медалью «XX лет РККА» (22.02.1938).

## Документы
- Учётно-послужная карта Т. Я. Новикова // ОБД «Память народа».